# Centro de Estudios Superiores de Intendencia de la Armada
El Centro de Estudios Superiores de Intendencia de la Armada (CESIA), es el centro de formación militar para los oficiales de intendencia y administración destinados en la Armada Española. Este organismo también organiza cursos y jornadas informativas con el objetivo de difundir la logística militar, la gestión del gasto público y contrataciones entre los oficiales de la Armada. Fue creado en virtud la Orden Ministerial 585/70 de 17 de agosto, por la que se creaba el Centro de Estudios Superiores de Intendencia de la Armada. El Centro de Estudios Superiores de Intendencia de la Armada se ha esforzado por mejorar las competencias profesionales y mantener actualizados los conocimientos profesionales de los oficiales de intendencia. El CESIA, fundado como escuela de grado superior, en la actualidad es un centro docente militar de perfeccionamiento destinado a “impartir las enseñanzas necesarias para la obtención de especialidades y ampliar o actualizar conocimientos”, conforme a lo establecido en la Ley de la Carrera Militar. El 15 de marzo de 1971 se celebró el acto de inauguración del CESIA en la Escuela Técnica Superior de Ingenieros de Armas Navales, en cuyas instalaciones tuvo su primera sede. Este centro de estudios fue resultado de los retos que tuvo que hacer frente el Cuerpo de Intendencia de la Armada a raíz profundas transformaciones que habían experimentado las estructuras de la Armada durante la década anterior. En 1977 se trasladó al Cuartel General de la Armada y en 1999 a su sede actual, en las Instalaciones de la Armada en Pio XII, situada en la calle Marques de Torroja, de la ciudad de Madrid.
El Centro de Estudios Superiores de Intendencia de la Armada ha suscrito un convenio de colaboración con la Universidad Complutense de Madrid para desarrollar de un máster universitario adaptado al Espacio Europeo de Educación Superior, centrado en la logística y gestión económica de la Defensa. Este máster comenzó a impartirse en 2011.